# جين تايلور (ممثلة)
جينيفر لي تايلور؛ جين تايلور (بالإنجليزية: Jen Taylor) (من مواليد 17 فبراير 1973) هي ممثلة صوتية أمريكية أشتهرت بأدوارها مثل كورتانا في ألعاب هيلو المختلفة وكذلك في أدوار المساعد الشخصي الذكي الذي يحمل نفس الاسم. وكذلك أدت أصوات زوي في لعبة لفت 4 ديد، وأميرة بيتش، تود، وتوديت في مختلف ألعاب ماريو؛ ودور سالم ولينا في رسوم المتحركة روبي، وويندرينجر وباك في لعبة دوتا 2.

## مسيرتها المهنية
ولدت تايلور في واشنطن، وعلمت نفسها كيفية القيام بعمل صوتي من خلال تسجيل الراديو وتقليد ما سمعته. تخرجت من جامعة نورث وسترن. قبل أن تبدأ في العمل الصوتي، عملت كمديرة راديو DJ في محطة راديو KNDD.
قدمت تايلور شخصيات في ألعاب فيديو متعددة، وقامت بأداء دور أميرة بيتش وتود وتوادتي في ألعاب ماريو بين عامي 1999 و 2006. وقامت باداء صوت عن شخصية كورتانا في ألعاب Halo منذ اللعبة الأولى في السلسلة هيلو: كومبات إفولفد2001. كما قامت بصوت المساعد الافتراضي كورتانا، والذي سمي على اسم الشخصية وتم إصداره لأول مرة في عام 2014.
لعبت دور سالم في مسلسل الرسوم المتحركة على شبكة الإنترنت روبي منذ عام 2013  وعملت أيضًا على الراديو، وفي حلقة من المسلسل الإذاعي «المغامرات الكلاسيكية لشرلوك هولمز»  الذي تم بثه في عام 2014.
روت تايلور ما يقرب من ثلاثين كتابًا صوتيًا، وحصلت على العديد من جوائز سماعات أوديوفايل. تم ترشيحها لجائزة أودي في عام 2009 لسردها رواية Mismatch للكاتبة تامي هوغ.
كممثلة مسرحية، لعبت تايلور أدوارًا مختلفة مثل إليزابيث بينيت في مسرحية الكبرياء وتحامل  وإليزا دوليتل في مسرحية بيجماليون إنتاج شركة سياتل شكسبير.

## فيلموغرافيا

### العاب إلكترونية
| عام             | عنوان                                           | وظيفة                                         | ملاحظات                          | مصدر          |
| --------------- | ----------------------------------------------- | --------------------------------------------- | -------------------------------- | ------------- |
| 1997            | Backyard Baseball                               | ساني داي                                      |                                  | [ 15 ]        |
| 1998            | Thinkin' Things: Sky Island Mysteries           | غلوف                                          |                                  | [ 15 ]        |
| 1998            | Backyard Soccer                                 | ساني داي                                      |                                  |               |
| 1999            | Backyard Soccer                                 | ساني داي                                      |                                  |               |
| 1999-2006       | Mario franchise                                 | الأميرة الخوخ، تود، الأميرة ديزي، تودتي       |                                  | [ 2 ]         |
| 2000            | Backyard Soccer MLS Edition                     | ساني داي                                      |                                  |               |
| 2000            | Backyard Baseball 2001                          | ساني داي                                      |                                  |               |
| 2000            | Backyard Baseball 2002                          | ساني داي                                      |                                  |               |
| 2001            | Aliens versus Predator 2                        | توميكو / مختلف                                |                                  | [ 16 ]        |
| 2001            | هيلو: كومبات إفولفد                             | مايكروسوفت كورتانا                            |                                  | [ 17 ]        |
| 2001            | Super Smash Bros. Melee                         | الأميرة الخوخ                                 |                                  |               |
| 2001            | لويجيز مانشن                                    | تود                                           |                                  |               |
| 2001            | Backyard Basketball                             | ساني داي                                      |                                  | [ 18 ]        |
| 2002            | No One Lives Forever 2: A Spy in H.A.R.M.'s Way | كيت آرتشر / إيساكو / نينجا جيرلز              |                                  | [ 15 ]        |
| 2002            | كاكوتو تشوجين: الزقاق الخلفي الوحشي             | روكسي                                         |                                  | [ 19 ]        |
| 2004            | هيلو 2                                          | كورتانا                                       |                                  | [ 20 ]        |
| 2006            | SiN Episodes                                    | جيسيكا كانون                                  |                                  | [ 20 ]        |
| 2007            | هيلو 3                                          | كورتانا                                       |                                  | [ 20 ]        |
| 2008            | لعبة لفت 4 ديد                                  | زوي                                           |                                  | [ 20 ]        |
| 2009            | فير 2: بروجيكت أوريجن                           | الملازم كيرا ستوكس                            |                                  | [ 20 ]        |
| 2009            | 1 vs. 100 Live                                  | نفسها                                         |                                  |               |
| 2010            | لفت 4 ديد 2                                     | زوي                                           |                                  | [ 20 ]        |
| 2010            | هيلو: ريتش                                      | هالسي، كورتانا (فاير فايت)                    |                                  | [ 20 ]        |
| 2012            | حروب النقابة 2                                  | ديمي بيتلستون                                 |                                  | [ 21 ]        |
| 2012            | هيلو 4                                          | كورتانا (صوت)، هالسي                          | أيضًا أداء التقاط الحركة لـ هالسي | [ 20 ]        |
| 2013            | دوتا 2                                          | لينا، باك، ويندرينجر، ميدوسا                  |                                  |               |
| 2014            | ديستني (لعبة فيديو)                             | المدينة الإطار المدني، أمن الأرشيف، مدينة P.A |                                  | [ 22 ]        |
| 2015            | أزمة لانهائية (لعبة فيديو)                      | عجب امرأة ذرية                                |                                  | [ 16 ] [ 23 ] |
| أكتوبر 27, 2015 | هيلو 5: غارديانز                                | كورتانا، دكتور هالسي                          |                                  | [ 16 ]        |
| 2018            | فورزا هوريزون 4                                 | كورتانا                                       |                                  | [ 24 ]        |
| 2021            | هيلو إنفنت                                      | كورتانا، دكتور هالسي، "السلاح"                |                                  |               |

### حيوية
| عام                   | عنوان             | وظيفة                          | ملاحظات | مصدر          |
| --------------------- | ----------------- | ------------------------------ | ------- | ------------- |
| 2013 إلى الوقت الحاضر | روبي              | الراوي الغامض / سالم           |         | [ 25 ] [ 25 ] |
| 2015                  | هيلو: سقوط الوصول | الدكتورة كاثرين إليزابيث هالسي |         |               |

### فعل حى أو حدث مباشر
| عام  | عنوان             | وظيفة              | ملاحظات                                          | مصدر   |
| ---- | ----------------- | ------------------ | ------------------------------------------------ | ------ |
| 1993 | جنون الكلب والمجد | بام ديلمر          | غير معتمد                                        |        |
| 1993 | حياة هذا الفتى    | نائب المفوض اوريلي | غير معتمد                                        |        |
| 1999 | كاهونا الكبير     | جونسون             | غير معتمد                                        |        |
| 2000 | The Brainiacs.com | امرأة في حادث      | غير معتمد                                        |        |
| 2001 | إجاصة دون         | فوكسي              | غير معتمد                                        |        |
| 2001 | أنا سام           | سائق امرأة         | غير معتمد                                        |        |
| 2004 | Inheritance       | أبي                |                                                  | [ 26 ] |
| 2010 | تأثير ايجابي      | جودي مكمانوس       | الحلقة "وظيفة المستقبل" الموسم الثاني الحلقة 13. | [ 27 ] |
| 2018 | كل شيء مقرف!      | السيدة ستوك        | حلقة 2                                           | [ 28 ] |
| 2022 | هيلو (مسلسل)      | كورتانا            |                                                  | [ 29 ] |

### أعمال أخرى
| عام                   | عنوان           | وظيفة              | ملاحظات | مصدر          |
| --------------------- | --------------- | ------------------ | ------- | ------------- |
| 2014 إلى الوقت الحاضر | هاتف ويندوز 8.1 | مايكروسوفت كورتانا |         | [ 30 ] [ 31 ] |
| 2015 إلى الوقت الحاضر | ويندوز 10       | مايكروسوفت كورتانا |         | [ 32 ]        |

## روابط خارجية
- jentaylortownعلى تويتر.
- Jen Taylor في قاعدة بيانات الأفلام على الإنترنت